# Pont du Vallon
Le pont du Vallon est un pont routier et piéton sur la Seymaz, situé dans le canton de Genève, qui relie les communes de Chêne-Bougeries sur la rive droite et, sur la rive gauche, de Chêne-Bourg en amont et de Thônex en aval.

## Localisation
Le pont du Vallon, le dixième pont le plus en amont de la Seymaz, se trouve dans l'axe de la route de Malagnou. Il est situé quelques mètres avant le collège Claparède.
Un point fixe FPDS de l'office fédéral de topographie se trouve sur le pont, exactement sur la rive gauche, au niveau du couronnement du parapet entre la route et le passage piéton et du trottoir. Il indique que le pont se trouve exactement à la hauteur de 405,744 mètres au-dessus du niveau de la mer.

## Sources
1. ↑  Office fédéral de topographie swisstopo, « Visualiseur de données du FPDS » (consulté le 29 septembre 2007)
2. ↑  [PDF] Office fédéral de topographie swisstopo, « CH02000000GE28b » (consulté le 29 septembre 2007)